# Live in Maastricht II
Live In Maastricht II é um álbum ao vivo do maestro André Rieu, lançado em 2009.